# تاريخ باكستان

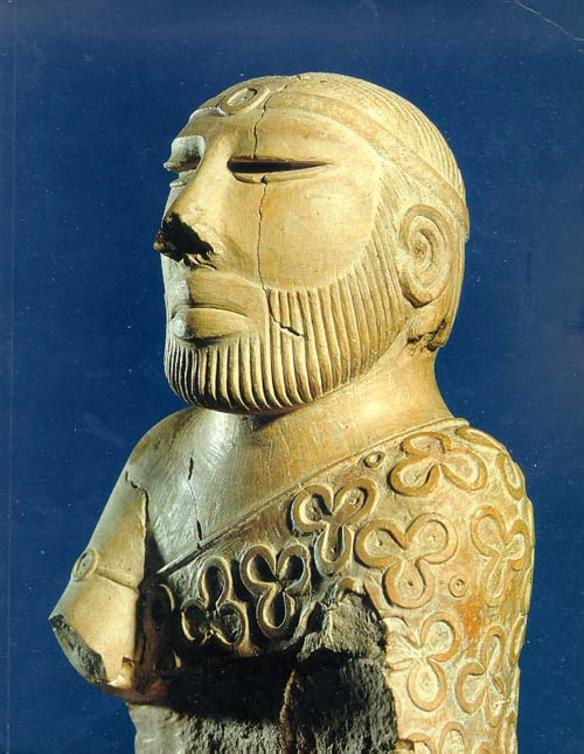

تاريخ باكستان يعود إلى 2500 سنة قبل الميلاد حيث قامت حضارة مزدهرة حول وادي نهر السند،  تعاقب على حكم هذه المنطقة الفرس والاسكندر المقدوني وأقوام من أواسط آسيا حتى العام 711 م، 93 هـ حيث أبحر المسلمون العرب عبر بحر العرب وقاموا بفتح إقليم السند حيث نشروا الدين الإسلامي في هذا الإقليم. وبحلول عام 391 هـ، 1000 م فتح المسلمون الأتراك منطقة شمال الباكستان انطلاقـًا من إيران، وقد أسس محمود الغزنوي مملكة إسلامية شمل نفوذها في بعض المراحل إقليم وادي نهر السند بأكمله. وقد أصبحت لاهور عاصمة لهذه المملكة، ثم نمت وتطورت بعد ذلك لتصبح مركزًا رئيسيـًا من مراكز الثقافة الإسلامية في شبه القارة الهندية. وقد أصبحت معظم الأنحاء التي تعرف اليوم باسم باكستان، جزءًا من سلطنة دلهي عام 603 هـ، 1206 م، وهي إمبراطورية إسلامية كانت تضم شمالي الهند.
بدأت المنافسة تحتدم بين التجار الأوروبيين ابتداءً من القرن السادس عشر الميلادي، وذلك مفي الهند – والتي أصبحت فيما بعد ثكنات عسكرية تهاجم المدن والبلدات الهندية وتستبيحها -، وذلك بالتعاون مع أباطرة المغول. وبحلول القرن الثامن عشر الميلادي وما تلاه أصبحت شركة الهند الشرقية البريطانية الجنسية أضخم قوة تجارية في الهند. قامت بريطانيا بإحداث العديد من المدارس والجامعات بنظم تعليمية تغريبية التحق بها أعداد كبيرة من الهندوس بينما قاطعها غالبية المسلمين الذين بقوا يذهبون إلى مدارسهم الخاصة حيث اقتصر التعليم فيها على مبادئ الدين الإسلامي ومبادئ الحساب مما أدى إلى فجوة ثقافية كبيرة بين الهندوس والمسلمين وبالتالي سيطرة الهندوس على العديد من المواقع الهامّة في مديريات الدولة المختلفة، هنا ظهر العديد من المصلحين الإسلاميين الذين تنادوا لإصلاح وضع المسلمين وزيادة الوعي والعلم لديهم كخطوة أولى نحو التحرر والاستقلال، كان أحد أهم هؤلاء السيد أحمد خان الذي تزعم الحركة الإصلاحية في منتصف القرن التاسع عشر فبدأ خطته في الارتقاء بمستوى التعليم لدى المسلمين.
في مستهل القرن العشرين بدأت حركات التحرر والاستقلال بالقوة وكان من أهمها حزب المؤتمر القومي الهندي الذي جمع في بداية عهده العديد من زعماء الهند المسلمين والهندوس كمحمد علي جناح وأحمد خان وجواهر لال نهرو إلا أنّه سرعان ما تكشّف لزعماء المسلمين نوايا بعض القيادات الهندوسية لحزب المؤتمر القومي من خلال عدة أمور كان أبرزها معارضتهم إبقاء اللغة الأردية اللغة الرسمية في الادارات الحكومية والمحاكم والمدارس في المناطق الشمالية الغربية من الهند والتي يتكلم غالبية سكانها لغة الأردو وعلى هذا الأساس حثّ أحمد خان المسلمين على عدم الاشتراك في حزب المؤتمر، وقام بتأسيس المؤتمر التعليمي الإسلامي الذي انبثق عنه لاحقاً في العام 1906 م حزب الرابطة الإسلامية الذي أخذ على عاتقه قيام دولة خاصة للمسلمين.
أصبحت باكستان في 14 أغسطس من عام 1947 م دولة مستقلة من دول رابطة الشعوب البريطانية (الكومنولث)، كما حصلت الهند على استقلالها في اليوم التالي لهذا التاريخ، وقد أصبح محمد علي جناح الذي يعتبر مؤسس دولة باكستان أول رئيس حكومة في باكستان. يرى الكثير من مؤيدي فكرة استقلال باكستان عن الهند أّنها خلّصت المسلمين الهنود من تعصّب الهندوس الأعمى وتحكمهم في رقاب المسلمين ويأتي في مقدمة هؤلاء شاعر الإسلام محمد إقبال الذي كان يحلم بإنشاء وطن للمسلمين في شبه القارة الهندية. في العام 1958م قام الجنرال أيوب خان بأول انقلاب عسكري في تاريخ البلاد بدعم من الولايات المتحدة الأميركية، شهد حكم أيوب خان العديد من الإصلاحات الاقتصادية مما أدى إلى ارتفاع الخط البياني الاقتصادي للبلاد نسبياً، كما تمّ نقل العاصمة من كراتشي إلى إسلام آباد. تأئر أيوب خان بأفكار مصطفى كمال أتاتورك فكان علمانياً لا يتبنى فكرة الدولة الإسلامية وكان خصماً عنيداً للإسلاميين. في نهاية عام 1968 م وصل استياء الشعب من حكومة أيوب خان مداه، كما تحالفت العديد من القوى السياسية ضده وكان أبرزهم المودودي الذي عاد فعارض حكمه بسبب عقده اتفاقية طشقند، ولم يكن أمام أيوب خان إلا أن يترك منصبه، فقدم استقالته في العام 1969 م ليتولى السلطة بعده قائد أركان الجيش آغا محمد يحيى خان.
تولى يحيى خان الحكم وسط العديد من المشاكل والأخطار التي أصبحت تهدد الكيان الباكستاني بالوجود فما إن انتهت الحرب الهندية الباكستانية في العام 1966 م حتى بدأت مشكلة باكستان الشرقية بالتصاعد، هذه المشكلة التي بدأت في العام 1952 م بمطالبات أهل باكستان الشرقية ذات الأغلبية البنغالية باحترام حقوقهم الثقافية والعددية ذلك بعد أن أعلن محمد علي جناح أمام حشد ضخم من السكان البنغال في دكا، عاصمة باكستان الشرقية آنذاك، أن الأردية ستكون هي اللغة الرسمية الوحيدة في باكستان مما أدى إلى إرساء سابقة خطيرة لحكام باكستان الغربية (باكستان الحالي) ألا وهي تحييد الأغلبية العددية لباكستان الشرقية عبر إجراءات قانونية خادعة فضلاً عن إجراءات أخرى مجحفة أفقدت سكان باكستان الشرقي تأثير الصوت الانتخابي. تصاعدت حدة المطالبة بالحقوق البنغالية والتي تزعمها مجيب الرحمن - والذي كان وللمفارقة من أبرز المؤيدين لـ «محمد علي جناح» في تأسيس دولة باكستان - زعيم حزب رابطة عوامي الممثل الأكثر شعبية لدى البنغاليين لتصل حدّ المطالبة بالاستقلال الذاتي الكامل لباكستان الشرقية وتمثيلها في المجلس النيابي الاتحادي على أنها تمثل أغلبية السكان. تقرر يوم الثالث من آذار/مارس 1971 م موعداً لانعقاد المجلس النيابي، ولكن بوتو رفض حضور الجلسة رفضاً تاماً، فتأجل الموعد مما أثار أهل باكستان الشرقية، وانفجر فيها عصيان مسلح، أجّجه دعوة مجيب الرحمن إلى الإضراب العام ودعوته البنغاليين إلى التضحية بحياتهم في سبيل القومية البنغالية !! واضطر الرئيس «يحيى خان» للسفر إلى الجناح الشرقي لتهدئة الأوضاع فلم يفلح، واعتُقل مجيب الرحمن، لأنه أعلن قيام دولة بنغلاديش في 26 آذار/ مارس 1971 م. وفي أثناء ذلك توجهت عناصر انفصالية بنجلادشية أغلبها من الهندوس إلى الهند، وبدأت العمل ضد باكستان، وقُدّر هؤلاء بنحو تسعة ملايين، ثم قامت الهند بالتعاون مع هؤلاء الانفصاليين بالهجوم على باكستان، ثم اشتعلت الحرب بين الهند وباكستان على الحدود الشرقية والغربية للبلدين، وانتهت المعارك بهزيمة كبيرة لباكستان، وتوقيع معاهدة استسلام. أدى هذا القتال الدامي إلى وفاة أكثر من مليون شخص كما فقدت باكستان حوالي سُبع مساحتها وما يزيد على نصف عدد سكانها، تقدم يحيى خان باستقالته بعد مرور عدة أيام على وقوع هذه الأحداث، ثم خلفه ذو الفقار علي بوتو.
كان أول ما فعله ذو الفقار علي بوتو -الذي فاز حزبه بأغلبية الأصوات في باكستان الغربية أثناء الانتخابات البرلمانية التي كانت قد جرت في 1970 م- أن أطلق سراح مجيب الرحمن الذي أصبح رئيساً لهذه الدولة الوليدة، وكان ذلك مقابل الإفراج عن حوالي 92 ألف أسير باكستاني لدى البنغاليين والهنود.قام ضياء الحق بانقلاب عسكري أبيض ضد الرئيس بوتو في العام 1977 م، وأعلن أن الجيش قام لوضع حد لحالة التدهور التي تجتاح البلاد، والتي عجز الرئيس بوتو عن حلها. أعلن ضياء الحق أن عودة الحكم المدني لباكستان ستكون بأسرع ما يمكن، وأكد أن الجيش ليست له مطامع سياسية، وأنه سيحتفظ بالسلطة لحين إجراء الانتخابات في غضون ثلاثة أشهر. تميّز حكم ضياء الحق بالتقرّب من جهتين الأولى هي الولايات المتحدة الأميركية التي وجدت في حكومة ضياء الحق واسطة بينها وبين المجاهدين الأفغان التي أخذت واشنطن بدعمهم بشكل غير مباشر عن طريق الجيش الباكستاني والاستخبارات الباكستانية في مواجهة الدب السوفييتي كما أنّها أرادت إبقاء باكستان في فلك النظام الرأسمالي بعد الخطوات الاشتراكية التي اتخذها بوتو إبان حكمه وفي المقابل وجد ضياء الحق في أميركا الحليف القوي ضد الهند والملتزم بتسليح الجيش الباكستاني بأحدث العتاد الحربي.
بانسحاب روسيا من أفغانستان وخسارتها حربها هناك في العام 1988 م، أيقنت أميركا أنّ مهمة الجنرال قد انتهت وأن ذريعة دعم ضياء الحق قد انتهت فأوقفت دعمها العسكري له، من جهة أخرى زادت المعارضة السياسية له. عرضت واشنطن على ضياء الحق شراء بعض الدبابات الأمريكية، وأحضرت بعضها إلى باكستان لرؤيتها ومعرفة مزاياها القتالية على الطبيعة. وتحدد يوم 17 أغسطس 1988 موعدًا لاختبار هذه الدبابات. بعد معاينة الدبابات، انتقل الرئيس ومرافقيه إلى مطار بهاوالبور لينتقلوا منه إلى مطار راولبندي واستقلوا طائرة خاصة. وما إن أقلعت الطائرة، حتى سقطت محترقة بعدما انفجرت قنبلة بها وتناثرت أشلاء الجميع محترقة. تنافست جميع القوى السياسية الباكستانية بما فيها الجماعة الإسلامية في انتخابات العام 1988 م والتي أسفرت عن نجاح حزب الشعب بأغلبية قليلة بزعامة بي نظير بوتو التي ترأست الحكومة فكانت بذلك أول امرأة تستلم هكذا منصب في العالم الإسلامي.
عاد نواز شريف لرئاسة الحكومة نتيجة انتخابات العام 1997 م وبقي في منصبه إلى أن أطاح قائد الجيش الجنرال برويز مشرف بحكومة شريف المدنية بعد خلاف بينهما فحلّ البرلمان وأعلن حالة الطوارئ في البلاد كما اتهمت حكومة مشرّف نواز شريف بالخيانة العظمى فتمّ نفيه إلى المملكة العربية السعودية. أعاد مشرّف بانقلابه هذا الجيش إلى سدة الحكم بعد غياب زاد عن عشر سنوات أي منذ موت الجنرال ضياء الحق في العام 1988.
بعد اغتيال بينظير بوتو رئيسة حزب الشعب الباكستاني، جرت انتخابات عام 2008 ليفوز فيها حزب الشعب بأغلبية المقاعد، ويتولى يوسف رضا جيلاني عضو الحزب منصب رئيس الوزراء، في 18 أغسطس 2008 استقال برويز مشرف من منصبه كرئيس للبلاد، بعد تهديده بتوجيه اتهامات بالفساد، وتولى بعده الرئيس الحالي آصف علي زرداري تم تنحية يوسف رضا جيلاني عن منصبه كرئيس للوزراء بقرار من المحكمة العليا الباكستانية في يونيو 2012. مشاركة باكستان في الحرب على الإرهاب كلفتها 67.93 بليون دولار، وآلاف الضحايا، وحوالي 3 ملايين نازح.

## عصور ما قبل التاريخ

### فترة العصر الحجري القديم
السوانيان هي الثقافة الأثرية في العصر الحجري القديم السفلي، أشولينية. سميت على اسم وادي سوان في تلال سيفاليك، بالقرب من إسلام أباد / روالبندي في العصر الحديث. وفي اديالا وخاسالا على بعد حوالي 16 كم من روالبندي عند منعطف نهر سوان اكتُشفت مئات من أدوات الحصاة ذات الحواف.

### العصر الحجري الحديث
مهرغاره هو موقع مهم من العصر الحجري الحديث اكتشف في عام 1974، والذي يظهر أدلة مبكرة على الزراعة والرعي، وطب الأسنان. يعود تاريخ الموقع إلى 7000 - 5500 قبل الميلاد ويقع في سهل كاتشي في بلوشستان. كان سكان مهرغاره يعيشون في بيوت من الطوب الطيني، ويخزنون الحبوب في مخازن الحبوب، وصنعوا أدواتهم من خام النحاس، وزرعوا الشعير، والقمح، والعناب، والتمور، ورعوا الأغنام، والماعز، والماشية. مع تقدم الحضارة (5500 - 2600 قبل الميلاد) بدأ السكان في الانخراط في الحرف، بما في ذلك تشذيب الحجارة، والدباغة، وإنتاج الخرز والصناعات المعدنية. أُحتِل الموقع بشكل مستمر حتى عام 2600 قبل الميلاد، عندما بدأت التغيرات المناخية بالحدوث. بين 2600 و 2000 قبل الميلاد، أصبحت المنطقة أكثر جفافًا وتُركت مهرغاره لتُضم لوادي السند، حيث كانت الحضارة الجديدة في المراحل الأولى من التطور.

### حضارة وادي السند
بدأ العصر البرونزي في وادي السند حوالي عام 3300 قبل الميلاد مع حضارة وادي السند. إلى جانب مصر القديمة وبلاد الرافدين، كانت واحدة من ثلاث حضارات مبكرة في العالم القديم، ومن بين الحضارات الثلاث الأكثر انتشارًا، والتي تغطي مساحة 1.25 مليون كيلومتر مربع. ازدهرت في أحواض نهر السند، في ما يعرف اليوم بالمقاطعات الباكستانية السند، والبنجاب، وبلوشستان، وعلى طول نظام من الأنهار الدائمة، التي تغذيها الرياح الموسمية في الغالب، والتي كانت تتدفق في السابق بالقرب من نهر غغار-هاكرا الموسمي في أجزاء من شمال غرب الهند. في ذروتها، استضافت الحضارة ما يقارب 5 ملايين نسمة منتشرين عبر مئات المستوطنات الممتدة حتى بحر العرب إلى جنوب وشرق أفغانستان الحالية وجبال الهيمالايا. طور سكان وادي نهر السند القديم، الهارابيون، تقنيات جديدة في علم المعادن والحرف اليدوية (منتجات العقيق الأحمر، ونحت الختم)، وأنتجوا النحاس، والبرونز، والرصاص، والقصدير.
ازدهرت حضارة السند من حوالي عام 2600 إلى عام 1900 قبل الميلاد، ما يمثل بداية الحضارة الحضرية في وادي السند. شملت الحضارة مراكز حضرية مثل هاربا، وغانيريوالا، وموهينجو دارو بالإضافة إلى فرع يسمى ثقافة كولي (2500 - 2000 قبل الميلاد) في جنوب بلوشستان، وكانت معروفة بمدنها المبنية من الطوب، ونظام الصرف على جانب الطريق، والمنازل متعددة الطوابق. ويعتقد أن لديها نوعًا من التنظيم البلدي أيضًا.
خلال فترة متأخرة من هذه الحضارة، بدأت تظهر علامات التدهور التدريجي، وبحلول عام 1700 قبل الميلاد تقريبًا، تُخلي عن معظم المدن. ومع ذلك، فإن حضارة وادي السند لم تختف فجأة، وربما نجت بعض عناصر حضارة السند. من الممكن أن يكون قحل هذه المنطقة خلال الألفية الثالثة قبل الميلاد هو الحافز الأولي للتوسع الحضري المرتبط بالحضارة، ولكنه في النهاية قلل أيضًا من إمدادات المياه بما يكفي لتسبب في زوال الحضارة، وتشتت سكانها شرقًا. انهارت الحضارة حوالي عام 1700 قبل الميلاد، على الرغم من أن أسباب سقوطها لا تزال غير معروفة. من خلال التنقيب عن مدن السند وتحليل تخطيط المدن والأختام، استُدل على أن الحضارة كانت تتمتع بمستوى عالٍ من التطور في تخطيط المدن، والفنون، والحرف اليدوية، والتجارة.